# Мваанга, Вернон
Вернон Джонсон Мваанга (англ. Vernon Johnson Mwaanga; род. 25 июня 1944, Чома, Северная Родезия) — замбийский дипломат и государственный деятель. Посол Замбии в СССР, представитель Замбии при ООН и министр иностранных дел Замбии с 1973 по 1975 и с 1991 по 1994 год.

## Биография
Родился в 1944 году в предместье города Чома на юге страны. После окончания технического колледжа в Лусаке изучал политологию и международные отношения в Стэнфордском и Оксфордском университете. Его первым шагом в дипломатической карьере стало назначение заместителем верховного комиссара Замбии в Лондоне в октябре 1964 года. В следующем году он станет первым послом независимой Замбии в Советском Союзе, совмещая деятельность на этом посту с работой в качестве постоянного секретаря президента Замбии на переговорном процессе с Родезией. С 1968 по 1972 год Мваанга представлял Замбию в ООН. В 1972 году он был назначен редактором газеты Times of Zambia. С 1973 по 1975 год он занимал пост министра иностранных дел. Во время своего пребывания на этой должности Мваанга сыграл ключевую роль в двусторонних отношениях Замбии и США. Отчасти благодаря своим дипломатическим усилиям президент Замбии Кеннет Каунда был приглашён в Белый дом для переговоров с Джеральдом Фордом в апреле 1975 года. Кроме того, именно Мваанга первым пригласил госсекретаря США Генри Киссинджера приехать в Замбию, что Киссинджер в конечном итоге делал несколько раз в 1976 году, чтобы принять участие в дискуссиях по поводу родезийского конфликта.
В 1976 году Мваанга ушёл из политики в частный сектор. В 1980 году он стал председателем замбийского филиала Международного банка кредита и коммерции. Будучи председателем Промышленной и коммерческой ассоциации Замбии (ZINCOM), он не раз подвергал критике действия правительства. В 1985 году после ареста по обвинению в предполагаемой контрабанде метаквалона, он подал в отставку с поста председателя замбийского филиала МБКК, обвинения так и не были доказаны, и он был освобождён без суда в апреле 1986 года.
9 октября 2006 года Мваанга вернулся в большую политику, получив министерский портфель в правительстве Леви Мванавасы. В 2007 году его на посту министра информации сменил Майк Мулонготи.